# Shangganling
Shangganling (xinès simplificat: 上甘岭, pinyin: Shànggānlǐng) és una pel·lícula bèl·lica xinesa del 1956, produïda per l'estudi de cinema de Changchun. Descriu la Batalla de Triangle Hill (Shangganling, en xinés) durant la Guerra de Corea, una batalla particularment sanguinolenta on els xinesos obtingueren una victòria pírrica en resistir les posicions malgrat trobar-se en inferioritat.
La pel·lícula conta la història d'un grup dels soldats de l'Exèrcit Popular Voluntari que estan mantenint posicions defensives a Triangle Hill davant de l'exèrcit americà. Amb mancances de subministrament d'aigua i aliments, aguanten la posició fins l'arribada de reforços. La pel·lícula retrata la batalla com una victòria xinesa enfront d'una invasió americana, amb els soldats de l'Exèrcit Popular Voluntari con herois de guerra. L'estil de la pel·lícula i la representació de la batalla de la batalla han estat contraposats amb la pel·lícula americana del 1959 Porkchop Hill.

## L'esperit de Shangganling
La batalla de Shangganling ha esdevingut un símbol de l'heroisme xinés, així com un símbol de l'esperit lluitador de l'exèrcit xinés. El fet de resistir davant forces americanes i sud-coreanes amb superioritat tant en infanteria com artilleria i poder aeri, fa que a la Xina es considere la batalla com una victòria.

## Banda sonora
La pel·lícula comença amb la cançó Wo de Zuguo (xinès simplificat: 我的祖国, pinyin: Wǒ de Zǔguó, literalment 'La meua pàtria'), amb música de Liu Chi i lletra de Qiao Yu, ambdós coneguts pels treballs per al cinema des dels anys 1950. D'ençà, s'ha convertit en una cançó popular i patriòtica a la República Popular de la Xina.
El nom original havia de ser Un gran riu (xinès simplificat: 一條大河, pinyin: Yī Tiáo Dàhé), en referència als rius que travessen la Xina. En haver-se de publicar per a una pel·lícula ambientada a Corea, es canvià el nom.
El 19 de gener de 2011, el pianista Lang Lang va tocar la cançó principal de la pel·lícula en un sopar d'estat en la Casa Blanca amb la presència del president Hu Jintao. L'esdeveniment va generar controvèrsia als dos països, d'una manera semblant a la de la música anti-soviètica del compositor Dmitri Shostakovich.